# Спаллумчін
Спаллумчін (англ. Spallumcheen) — окружний муніципалітет в Канаді, у провінції Британська Колумбія, у складі регіонального округу Норт-Оканаґан.

## Населення
За даними перепису 2016 року, окружний муніципалітет нараховував 5106 осіб, показавши зростання на 1,3%, порівняно з 2011-м роком. Середня густина населення становила 20 осіб/км².
З офіційних мов обидвома одночасно володіли 165 жителів, тільки англійською — 4 930, тільки французькою — 5, а 10 — жодною з них. Усього 295 осіб вважали рідною мовою не одну з офіційних, з них 5 — одну з корінних мов, а 15 — українську.
Працездатне населення становило 63,5% усього населення, рівень безробіття — 7,6% (10,1% серед чоловіків та 5,2% серед жінок). 75,9% осіб були найманими працівниками, а 23,4% — самозайнятими.
Середній дохід на особу становив $39 246 (медіана $31 864), при цьому для чоловіків — $47 890, а для жінок $30 536 (медіани — $40 448 та $24 555 відповідно).
29,4% мешканців мали закінчену шкільну освіту, не мали закінченої шкільної освіти — 20,8%, 49,8% мали післяшкільну освіту, з яких 21,4% мали диплом бакалавра, або вищий, 10 осіб мали вчений ступінь.
| Статево-вікова структура населення | Статево-вікова структура населення | Статево-вікова структура населення | Статево-вікова структура населення | Статево-вікова структура населення |
| ---------------------------------- | ---------------------------------- | ---------------------------------- | ---------------------------------- | ---------------------------------- |
|                                    |                                    |                                    |                                    |                                    |
| Всього                             | Всього                             | 50,5%49,5%                         |                                    |                                    |
| 0 — 14 років                       | 0 — 14 років                       |                                    | 15,4%                              | 15,4%                              |
| 15 — 64 років                      | 15 — 64 років                      |                                    | 64,2%                              | 64,2%                              |
| 65 і більше                        | 65 і більше                        |                                    | 20,5%                              | 20,5%                              |
| 85 і більше                        | 85 і більше                        |                                    | 1,2%                               | 1,2%                               |
| 100 і більше                       | 100 і більше                       |                                    | 0,1%                               | 0,1%                               |
| Середній вік (років)               | Середній вік (років)               | 45,043,7                           | 44,3                               | 44,3                               |
| Медіана (років)                    | Медіана (років)                    | 49,648,6                           | 49,1                               | 49,1                               |
| — чоловіки — жінки                 |                                    |                                    |                                    |                                    |

| Походження мешканців:     | Походження мешканців:     | Походження мешканців: | Походження мешканців: | Походження мешканців: |
| ------------------------- | ------------------------- | --------------------- | --------------------- | --------------------- |
| Походження                |                           |                       | осіб                  | %                     |
| Корінні американці        | Корінні американці        |                       | 265                   | 5.2%                  |
| Інше північноамериканське | Інше північноамериканське |                       | 1 455                 | 28.53%                |
| Європейське               | Європейське               |                       | 4 335                 | 85%                   |
| британське                | британське                |                       | 2 960                 | 58.04%                |
| французьке                | французьке                |                       | 510                   | 10%                   |
| українське                | українське                |                       | 310                   | 6.08%                 |
| Латинськоамериканське     | Латинськоамериканське     |                       | 15                    | 0.29%                 |
| Карибське                 | Карибське                 |                       | 10                    | 0.2%                  |
| Африканське               | Африканське               |                       | 10                    | 0.2%                  |
| Азійське                  | Азійське                  |                       | 85                    | 1.67%                 |
| Океанійське               | Океанійське               |                       | 25                    | 0.49%                 |

| Зайнятість населення за галузями (за класифікацією NOC): | Зайнятість населення за галузями (за класифікацією NOC): | Зайнятість населення за галузями (за класифікацією NOC): | Зайнятість населення за галузями (за класифікацією NOC): | Зайнятість населення за галузями (за класифікацією NOC): |
| -------------------------------------------------------- | -------------------------------------------------------- | -------------------------------------------------------- | -------------------------------------------------------- | -------------------------------------------------------- |
|                                                          |                                                          |                                                          |                                                          |                                                          |
| Управління                                               | Управління                                               |                                                          | 16,7%                                                    | 16,7%                                                    |
| Бізнес, фінанси та адміністрування                       | Бізнес, фінанси та адміністрування                       |                                                          | 12%                                                      | 12%                                                      |
| Природничі та прикладні науки                            | Природничі та прикладні науки                            |                                                          | 2%                                                       | 2%                                                       |
| Охорона здоров'я                                         | Охорона здоров'я                                         |                                                          | 7,6%                                                     | 7,6%                                                     |
| Освіта, правозахист, муніципальні та урядові служби      | Освіта, правозахист, муніципальні та урядові служби      |                                                          | 6,5%                                                     | 6,5%                                                     |
| Мистецтво, культура, відпочинок та спорт                 | Мистецтво, культура, відпочинок та спорт                 |                                                          | 2,9%                                                     | 2,9%                                                     |
| Роздрібна торгівля та послуги                            | Роздрібна торгівля та послуги                            |                                                          | 18,1%                                                    | 18,1%                                                    |
| Гуртова торгівля, транспорт та обладнання                | Гуртова торгівля, транспорт та обладнання                |                                                          | 22,1%                                                    | 22,1%                                                    |
| Природні ресурси, сільське господарство                  | Природні ресурси, сільське господарство                  |                                                          | 8,3%                                                     | 8,3%                                                     |
| Виробництво                                              | Виробництво                                              |                                                          | 3,3%                                                     | 3,3%                                                     |

## Клімат
Середня річна температура становить 7,7°C, середня максимальна – 23,9°C, а середня мінімальна – -12,2°C. Середня річна кількість опадів – 508 мм.
| Клімат поселення                              | Клімат поселення | Клімат поселення | Клімат поселення | Клімат поселення | Клімат поселення | Клімат поселення | Клімат поселення | Клімат поселення | Клімат поселення | Клімат поселення | Клімат поселення | Клімат поселення | Клімат поселення |
| Показник                                      | Січ.             | Лют.             | Бер.             | Квіт.            | Трав.            | Черв.            | Лип.             | Серп.            | Вер.             | Жовт.            | Лист.            | Груд.            |                  |
| Середній максимум, °C                         | 2,18             | 5,50             | 10,65            | 15,57            | 20,17            | 23,90            | 23,18            | 23,04            | 17,62            | 10,97            | 4,74             | −0,54            |                  |
| Середня температура, °C                       | −5,02            | −1,69            | 3,44             | 8,38             | 12,97            | 16,70            | 19,67            | 19,52            | 14,10            | 7,44             | 1,24             | −4,06            |                  |
| Середній мінімум, °C                          | −12,2            | −8,88            | −3,73            | 1,18             | 5,78             | 9,49             | 16,14            | 16,01            | 10,58            | 3,94             | −2,29            | −7,58            |                  |
| Норма опадів, мм                              | 49               | 28               | 28               | 31               | 48               | 52               | 44               | 34               | 38               | 40               | 60               | 56               |                  |
| Середньомісячна швидкість вітру, м/с          | 1.81             | 1.72             | 2.01             | 2.21             | 2.11             | 2.02             | 2.00             | 1.90             | 1.72             | 1.81             | 2.00             | 1.98             |                  |
| Середньомісячна сонячна радіація, кДж/м²·день | 3204             | 6429             | 11391            | 16427            | 20174            | 21872            | 22937            | 19602            | 13822            | 7910             | 3680             | 2541             |                  |
| --------------------------------------------- | ---------------- | ---------------- | ---------------- | ---------------- | ---------------- | ---------------- | ---------------- | ---------------- | ---------------- | ---------------- | ---------------- | ---------------- | ---------------- |
| Джерело:                                      |                  |                  |                  |                  |                  |                  |                  |                  |                  |                  |                  |                  |                  |